# Minam
Minam az Amerikai Egyesült Államok északnyugati részén, Oregon állam Wallowa megyéjében, az Oregon Route 82 mentén elhelyezkedő önkormányzat nélküli település.

## Története
Nevét az E-mi-ne-mah indián településről elnevezett Minam folyóról kapta. Az 1864-ben nyílt posta 1891-ben bezárt, majd 1910-en újranyílt. A Joseph felé haladó vasúti szárnyvonal 1908-ban készült el.

## Éghajlat
A település éghajlata mediterrán (a Köppen-skála szerint Csb).

## Fordítás
- Ez a szócikk részben vagy egészben  a   Minam, Oregon című angol Wikipédia-szócikk ezen változatának fordításán alapul.  Az eredeti cikk szerkesztőit annak laptörténete sorolja fel. Ez a jelzés csupán a megfogalmazás eredetét és a szerzői jogokat jelzi, nem szolgál a cikkben szereplő információk forrásmegjelöléseként.